# عشق ظهر تاریکی
عشق ظهر تاریکی (به انگلیسی: The Passion of Darkly Noon) فیلمی محصول سال ۱۹۹۵ و به کارگردانی فیلیپ ریدلی است. در این فیلم بازیگرانی همچون برندن فریزر، اشلی جاد، ویگو مورتنسن، لورن دین، لو مایرز، گریس زابریسکی ایفای نقش کرده‌اند.